# Mingma Sherpa (alpinista)
Mingma Sherpa (16 de junio de 1978) es un montañero nepalí oriundo de la región próxima al Makalu, dentro del distrito de Sankhuwasabha de Nepal.
Mingma Sherpa y su hermano, Chhang Dawa Sherpa, fueron los dos primeros hermanos en la historia en ascender los catorce picos de más de ochomil metros de la Tierra.

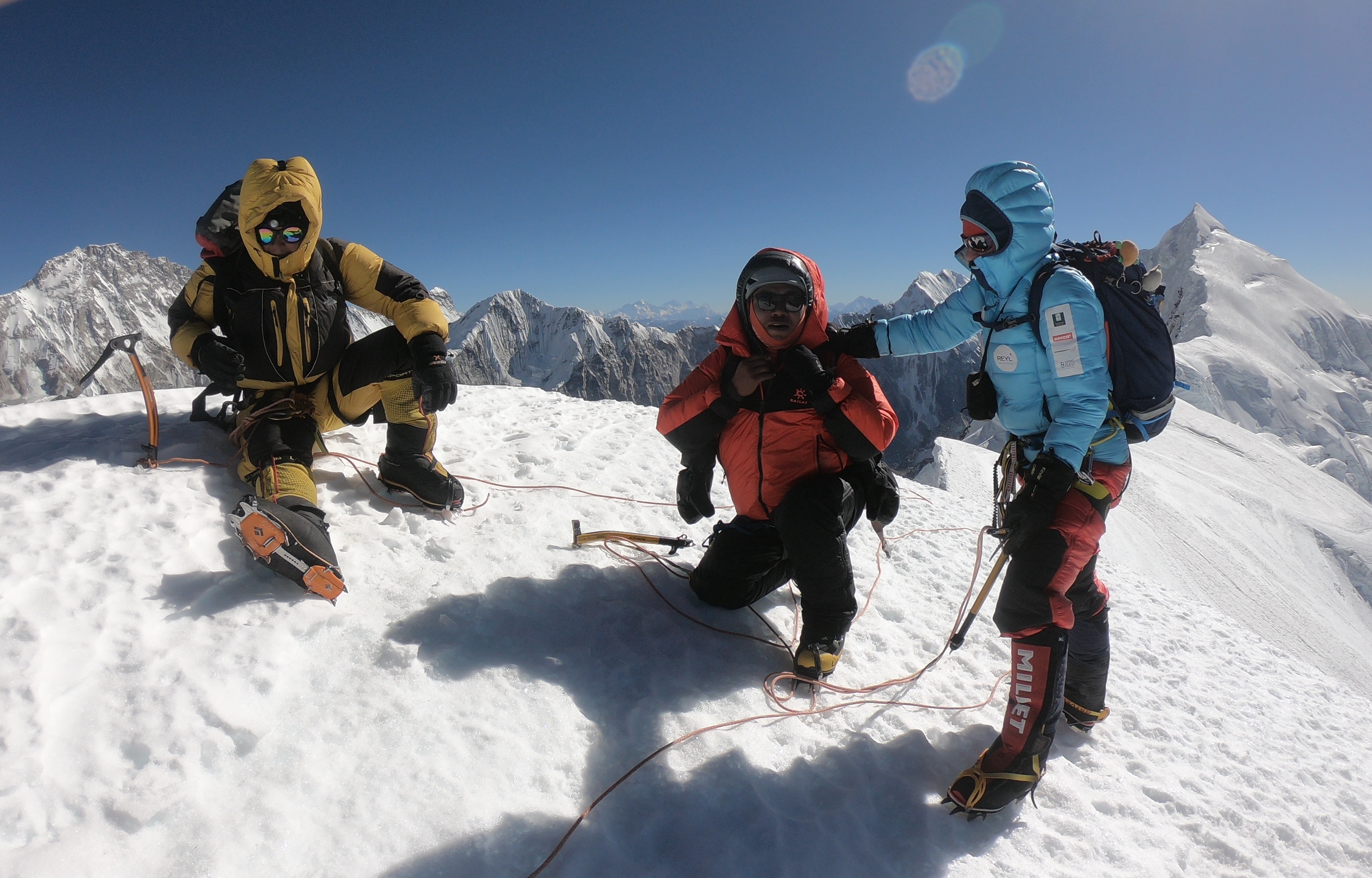
Tenjing Sherpa, Mingma Sherpa y Sophie Lavaud (de izquierda a derecha) en la cima del Kyungya Ri 2

El 11 de diciembre de 2020, Mingma Sherpa junto con Dawa Sangay, Tenjing Sherpa y la suiza Sophie Lavaud, completaron la primera ascensión conocida al pico Kyungya Ri 2 (6506m), situado en el Valle de Langtang.